# سول ريفير 2
سول ريفير 2 (بالإنجليزية: Soul Reaver 2)‏ ، هي لعبة فيديو إلكترونية أمريكية من نوع مغامرات وأكشن، وهي الجزء الثاني والأخير من سلسلة سول ريفير، صدرت في الأسواق الأمريكية والأوروبية عام 2001م، وفي سنة 2002م نشرت اللعبة في الأسواق اليابانية، وبتاريخ 6 من شهر ديسمبر سنة 2012م أعيدت الإصدار مجدداً لموقع ستيم الإلكتروني، وتعمل لنظامي بلاي ستيشن 2 وويندوز.